# Lillestrøm Sportsklubb 2016
Questa voce raccoglie le informazioni riguardanti il Lillestrøm Sportsklubb nelle competizioni ufficiali della stagione 2015.

## Stagione
L'11 dicembre 2015 è stato ufficializzato il calendario per il campionato 2016, con il Lillestrøm che avrebbe cominciato la stagione nel fine settimana dell'11-13 marzo 2016, andando a visitare lo Start.
Il 1º aprile è stato sorteggiato il primo turno del Norgesmesterskapet 2016: il Lillestrøm avrebbe così fatto visita all'Aurskog-Høland. Al secondo turno, la squadra è stata sorteggiata contro il Lillehammer. Al turno successivo, il Lillestrøm avrebbe fatto visita al Sandefjord. In questa sfida, la squadra è stata sconfitta per 1-0 ed ha salutato così la competizione.
Il 18 settembre, Rúnar Kristinsson è stato sollevato dall'incarico di allenatore della squadra, a causa della cattiva posizione in classifica del Lillestrøm. Il 20 settembre, Arne Erlandsen è stato ingaggiato al suo posto.
La squadra ha chiuso la stagione al 12º posto.

## Maglie e sponsor
Lo sponsor tecnico per la stagione 2016 è stato Legea. La divisa casalinga era composta da una maglietta gialla con inserti neri, pantaloncini neri e calzettoni gialli. Quella da trasferta era invece costituita da una maglietta rossa, con inserti gialli, pantaloncini gialli e calzettoni rossi.
| Casa | Trasferta |

## Rosa
| N. |                     | Ruolo | Calciatore          |
| -- | ------------------- | ----- | ------------------- |
| 1  | Islanda (bandiera)  | P     | Haraldur Björnsson  |
| 2  | Svezia (bandiera)   | D     | Martin Falkeborn    |
| 3  | Norvegia (bandiera) | D     | Simen Kind Mikalsen |
| 4  | Norvegia (bandiera) | D     | Marius Amundsen     |
| 5  | Norvegia (bandiera) | D     | Ole Martin Rindarøy |
| 6  | Nigeria (bandiera)  | C     | Ifeanyi Mathew      |
| 7  | Libano (bandiera)   | C     | Bassel Jradi        |
| 8  | Francia (bandiera)  | C     | Malaury Martin      |
| 9  | Islanda (bandiera)  | A     | Árni Vilhjálmsson   |
| 10 | Norvegia (bandiera) | C     | Marius Lundemo      |
| 11 | Norvegia (bandiera) | A     | Erling Knudtzon     |
| 12 | Norvegia (bandiera) | P     | Jacob Faye Lund     |
| 13 | Norvegia (bandiera) | D     | Frode Kippe         |
| 14 | Ghana (bandiera)    | D     | Francis Dickoh      |
| 15 | Norvegia (bandiera) | C     | Erik Næsbak Brenden |
| 16 | Norvegia (bandiera) | D     | Håkon Skogseid      |
| 17 | Norvegia (bandiera) | C     | Jørgen Kolstad      |

| N. |                        | Ruolo | Calciatore           |
| -- | ---------------------- | ----- | -------------------- |
| 18 | Nigeria (bandiera)     | C     | Bonke Innocent       |
| 19 | Inghilterra (bandiera) | A     | Gary Martin          |
| 20 | Norvegia (bandiera)    | A     | Mohamed Ofkir        |
| 21 | Norvegia (bandiera)    | A     | Petter Mathias Olsen |
| 22 | Danimarca (bandiera)   | D     | Michael Jakobsen     |
| 23 | Slovacchia (bandiera)  | A     | Tomáš Malec          |
| 23 | Nigeria (bandiera)     | A     | Fred Friday          |
| 25 | Norvegia (bandiera)    | C     | Henrik Kristiansen   |
| 26 | Gambia (bandiera)      | C     | Sheriff Sinyan       |
| 28 | Norvegia (bandiera)    | A     | Herman Halvorsen     |
| 29 | Norvegia (bandiera)    | P     | Emil Ødegaard        |
| 30 | Norvegia (bandiera)    | D     | Nikolas Walstad      |
| 31 | Norvegia (bandiera)    | P     | Mats Viken           |
| 32 | Norvegia (bandiera)    | C     | Jesper Kornbakk      |
| 40 | Norvegia (bandiera)    | C     | Tarik Al Moussaoui   |
| 41 | Norvegia (bandiera)    | P     | Pål Vestly Heigre    |
| 77 | Kenya (bandiera)       | P     | Arnold Origi Otieno  |

## Calciomercato

### Sessione invernale(dal 01/01 al 31/03)
| Arrivi | Arrivi              | Arrivi       | Arrivi     |
| R.     | Nome                | da           | Modalità   |
| ------ | ------------------- | ------------ | ---------- |
| D      | Martin Falkeborn    | Egersund     | definitivo |
| D      | Michael Jakobsen    | Esbjerg      | prestito   |
| D      | Ole Martin Rindarøy | Molde        | prestito   |
| C      | Bassel Jradi        | Strømsgodset | prestito   |
| C      | Erik Næsbak Brenden | Nybergsund   | definitivo |

| Partenze | Partenze                | Partenze        | Partenze   |
| R.       | Nome                    | a               | Modalità   |
| -------- | ----------------------- | --------------- | ---------- |
| D        | Lum Rexhepi             |                 | svincolato |
| D        | Stian Ringstad          |                 | svincolato |
| D        | Michael Timisela        |                 | svincolato |
| C        | Johan Andersson         |                 | svincolato |
| C        | Fredrik Krogstad        | Ullensaker/Kisa | prestito   |
| C        | Finnur Orri Margeirsson |                 | svincolato |
| A        | Markus Brændsrød        | Strømmen        | prestito   |
| A        | Joachim Osvold          |                 | svincolato |

### Tra le due sessioni
| Arrivi | Arrivi            | Arrivi     | Arrivi     |
| R.     | Nome              | da         | Modalità   |
| ------ | ----------------- | ---------- | ---------- |
| P      | Pål Vestly Heigre | Viking     | prestito   |
| A      | Fred Friday       | AZ Alkmaar | definitivo |

| Partenze | Partenze          | Partenze   | Partenze |
| R.       | Nome              | a          | Modalità |
| -------- | ----------------- | ---------- | -------- |
| A        | Árni Vilhjálmsson | Breiðablik | prestito |

### Sessione estiva(dal 21/07 al 17/08)
| Arrivi | Arrivi             | Arrivi             | Arrivi     |
| R.     | Nome               | da                 | Modalità   |
| ------ | ------------------ | ------------------ | ---------- |
| P      | Haraldur Björnsson | Östersund          | definitivo |
| C      | Ifeanyi Mathew     | El-Kanemi Warriors | definitivo |
| A      | Tomáš Malec        | LASK               | prestito   |
| A      | Gary Martin        | Víkingur           | prestito   |

| Partenze | Partenze          | Partenze        | Partenze      |
| R.       | Nome              | a               | Modalità      |
| -------- | ----------------- | --------------- | ------------- |
| P        | Pål Vestly Heigre | Viking          | fine prestito |
| D        | Martin Falkeborn  | Ullensaker/Kisa | prestito      |

### Dopo la sessione estiva
| Arrivi | Arrivi         | Arrivi | Arrivi     |
| R.     | Nome           | da     | Modalità   |
| ------ | -------------- | ------ | ---------- |
| D      | Francis Dickoh |        | svincolato |

| Partenze | Partenze         | Partenze | Partenze      |
| R.       | Nome             | a        | Modalità      |
| -------- | ---------------- | -------- | ------------- |
| D        | Michael Jakobsen | Esbjerg  | fine prestito |

## Risultati

### Eliteserien

#### Girone di andata
| Arbitro: | Edvartsen (Hamar) |

|              |           |               |
| Heikkilä 37’ | Marcatori | 42’ M. Martin |

| Arbitro: | Lundby (Bøverbru) |

|               |           |              |
| M. Martin 82’ | Marcatori | 12’ Jevtović |

| Arbitro: | Hafsås (Trondheim) |

|                                                            |           |                         |
| Moström 5’ S. Svendsen 31’ Singh 45’ Guðjohnsen 65’ (rig.) | Marcatori | 16’ Friday 56’ Knudtzon |

| Arbitro: | Moen (Haugesund) |

|                                                |           |  |
| Friday 15’, 44’ Kind Mikalsen 23’ Rindarøy 90’ | Marcatori |  |

| Arbitro: | Hobber Nilsen (Oslo) |

|                          |           |                              |
| Mæland 10’ Agdestein 52’ | Marcatori | 34’ Kind Mikalsen 80’ Friday |

| Arbitro: | Steen (Bergen) |

|            |           |          |
| Friday 38’ | Marcatori | 39’ Boli |

| Arbitro: | Kjensli (Oslo) |

|                 |           |                                |
| Våge Nilsen 73’ | Marcatori | 35’ Ofkir 49’ Jradi 90’ Friday |

| Arbitro: | Edvartsen (Hamar) |

|                     |           |  |
| Friday 8’ Jradi 30’ | Marcatori |  |

| Arbitro: | Hagen (Grue) |

|                                    |           |            |
| Nguen 24’ Pedersen 54’ Høiland 87’ | Marcatori | 48’ Friday |

| Arbitro: | Johnsen (Tønsberg) |

|              |           |  |
| Knudtzon 43’ | Marcatori |  |

| Arbitro: | Hansen (Feda) |

|                           |           |           |
| Gytkjær 23’ Konradsen 48’ | Marcatori | 85’ Kippe |

| Arbitro: | Skjerven (Kaupanger) |

|                      |           |                             |
| M. Martin 77’ (rig.) | Marcatori | 23’ Abdullahi 88’ Adegbenro |

| Arbitro: | Hobber Nilsen (Oslo) |

|                     |           |                         |
| Sarr 49’ Opseth 53’ | Marcatori | 29’ M. Martin 39’ Jradi |

| Arbitro: | Edvartsen (Hamar) |

|                         |           |                                                                |
| M. Martin 14’ Jradi 65’ | Marcatori | 3’ Lehne Olsen 29’ Ingebrigtsen 51’ (rig.) Moussa 79’ Andersen |

| Arbitro: | Steen (Bergen) |

|             |           |                      |
| Kolstad 88’ | Marcatori | 37’ Njie 89’ Mehmeti |

#### Girone di ritorno
| Arbitro: | Hobber Nilsen (Oslo) |

|                                    |           |  |
| Lindberg 17’ Lund Nielsen 77’, 80’ | Marcatori |  |

| Arbitro: | Ytterland |

|                               |           |  |
| Lundemo 45’ Kind Mikalsen 48’ | Marcatori |  |

| Arbitro: | Skjerven (Kaupanger) |

|                        |           |  |
| Kirkeskov 49’ Boli 52’ | Marcatori |  |

| Arbitro: | Moen (Haugesund) |

|                                      |           |                                   |
| Knudtzon 52’ M. Martin 64’ Ofkir 89’ | Marcatori | 18’, 25’, 34’ Gytkjær 39’ Midtsjø |

| Arbitro: | Hansen (Feda) |

|           |           |           |
| Azemi 71’ | Marcatori | 48’ Ofkir |

| Arbitro: | Hagen (Grue) |

|               |           |              |
| G. Martin 90’ | Marcatori | 40’ Myrestam |

| Arbitro: | Kjensli (Oslo) |

|                           |           |                          |
| Danielsen 18’ Ryerson 62’ | Marcatori | 20’ Knudtzon 83’ Lundemo |

| Arbitro: | Hobber Nilsen (Oslo) |

|                                 |           |                               |
| G. Martin 35’ Kind Mikalsen 84’ | Marcatori | 45’, 65’, 90’ Ruud 90’ Haugen |

| Arbitro: | Hansen (Feda) |

|                          |           |           |
| Åsen 45’ Lehne Olsen 90’ | Marcatori | 66’ Malec |

| Arbitro: | Edvartsen (Hamar) |

|            |           |                       |
| Mathew 69’ | Marcatori | 65’ Koomson 72’ Sveen |

| Arbitro: | Hansen (Feda) |

|              |           |                          |
| Pedersen 90’ | Marcatori | 35’ Sinyan 51’ G. Martin |

| Arbitro: | Hobber Nilsen (Oslo) |

|             |           |                         |
| Karadas 55’ | Marcatori | 30’ Mathew 85’ Knudtzon |

| Arbitro: | Eskås (Oslo) |

|           |           |           |
| Malec 61’ | Marcatori | 25’ Antwi |

| Arbitro: | Hafsås (Trondheim) |

|           |           |               |
| Sakor 80’ | Marcatori | 32’ G. Martin |

| Arbitro: | Hobber Nilsen (Oslo) |

|               |           |  |
| M. Martin 71’ | Marcatori |  |

### Norgesmesterskapet
| Arbitro: | Medic |

|              |           |                                                   |
| Vestreng 27’ | Marcatori | 7’, 62’ (rig.), 90’ (rig.) Vilhjálmsson 65’ Jradi |

| Arbitro: | Hussain |

|  |           |                              |
|  | Marcatori | 71’ Næsbak Brenden 81’ Ofkir |

| Arbitro: | Hansen (Oslo) |

|            |           |  |
| Fevang 41’ | Marcatori |  |

## Statistiche

### Statistiche di squadra
| Competizione       | Punti | In casa | In casa | In casa | In casa | In casa | In casa | In trasferta | In trasferta | In trasferta | In trasferta | In trasferta | In trasferta | Totale | Totale | Totale | Totale | Totale | Totale | DR |
| Competizione       | Punti | G       | V       | N       | P       | Gf      | Gs      | G            | V            | N            | P            | Gf           | Gs           | G      | V      | N      | P      | Gf     | Gs     | DR |
| ------------------ | ----- | ------- | ------- | ------- | ------- | ------- | ------- | ------------ | ------------ | ------------ | ------------ | ------------ | ------------ | ------ | ------ | ------ | ------ | ------ | ------ | -- |
| Eliteserien        | 34    | 15      | 5       | 4       | 6       | 24      | 22      | 15           | 3            | 6            | 6            | 21           | 28           | 30     | 8      | 10     | 12     | 45     | 50     | -5 |
| Norgesmesterskapet | -     | 0       | 0       | 0       | 0       | 0       | 0       | 3            | 2            | 0            | 1            | 6            | 2            | 3      | 2      | 0      | 1      | 6      | 2      | +4 |
| Totale             | -     | 15      | 5       | 4       | 6       | 24      | 22      | 18           | 5            | 6            | 7            | 27           | 30           | 33     | 10     | 12     | 11     | 51     | 52     | -1 |

### Andamento in campionato
| Giornata  | 1 | 2  | 3  | 4  | 5  | 6 | 7 | 8 | 9 | 10 | 11 | 12 | 13 | 14 | 15 | 16 | 17 | 18 | 19 | 20 | 21 | 22 | 23 | 24 | 25 | 26 | 27 | 28 | 29 | 30 |
| --------- | - | -- | -- | -- | -- | - | - | - | - | -- | -- | -- | -- | -- | -- | -- | -- | -- | -- | -- | -- | -- | -- | -- | -- | -- | -- | -- | -- | -- |
| Luogo     | T | C  | T  | C  | T  | C | T | C | T | C  | T  | C  | T  | C  | C  | T  | C  | T  | C  | T  | C  | T  | C  | T  | C  | T  | T  | C  | T  | C  |
| Risultato | N | N  | P  | V  | N  | N | V | V | P | V  | P  | P  | N  | P  | P  | P  | V  | P  | P  | N  | N  | N  | P  | P  | P  | V  | V  | N  | N  | V  |
| Posizione | 8 | 10 | 14 | 10 | 10 | 8 | 7 | 6 | 8 | 7  | 8  | 8  | 9  | 10 | 10 | 11 | 10 | 11 | 12 | 11 | 12 | 13 | 13 | 15 | 15 | 15 | 14 | 12 | 12 | 12 |

Fonte:  Tippeligaen 2016, su altomfotball.no, Altomfotball.
Legenda:

Luogo: C = Casa; T = Trasferta. Risultato: V = Vittoria; N = Pareggio; P = Sconfitta.

### Statistiche dei giocatori
| Giocatore         | Eliteserien | Eliteserien | Eliteserien | Eliteserien | Norgesmesterskapet | Norgesmesterskapet | Norgesmesterskapet | Norgesmesterskapet | Coppe europee | Coppe europee | Coppe europee | Coppe europee | Altre coppe | Altre coppe | Altre coppe | Altre coppe | Totale   | Totale | Totale      | Totale     |
| Giocatore         | Presenze    | Reti        | Ammonizioni | Espulsioni  | Presenze           | Reti               | Ammonizioni        | Espulsioni         | Presenze      | Reti          | Ammonizioni   | Espulsioni    | Presenze    | Reti        | Ammonizioni | Espulsioni  | Presenze | Reti   | Ammonizioni | Espulsioni |
| ----------------- | ----------- | ----------- | ----------- | ----------- | ------------------ | ------------------ | ------------------ | ------------------ | ------------- | ------------- | ------------- | ------------- | ----------- | ----------- | ----------- | ----------- | -------- | ------ | ----------- | ---------- |
| T. Al Moussaoui   | 0           | 0           | 0           | 0           | 0                  | 0                  | 0                  | 0                  |               |               |               |               |             |             |             |             | 0        | 0      | 0           | 0          |
| M. Amundsen       | 29          | 0           | 1           | 0           | 3                  | 0                  | 1                  | 0                  |               |               |               |               |             |             |             |             | 32       | 0      | 2           | 0          |
| H. Björnsson      | 1           | -4          | 0           | 0           | -                  | -                  | -                  | -                  |               |               |               |               |             |             |             |             | 1        | -4     | 0           | 0          |
| F. Dickoh         | 0           | 0           | 0           | 0           | -                  | -                  | -                  | -                  |               |               |               |               |             |             |             |             | 0        | 0      | 0           | 0          |
| M. Falkeborn      | 0           | 0           | 0           | 0           | 2                  | 0                  | 1                  | 0                  |               |               |               |               |             |             |             |             | 2        | 0      | 1           | 0          |
| J. Faye Lund      | 4           | -12         | 1           | 0           | 1                  | -1                 | 0                  | 0                  |               |               |               |               |             |             |             |             | 5        | -13    | 1           | 0          |
| F. Friday         | 14          | 8           | 0           | 0           | 0                  | 0                  | 0                  | 0                  |               |               |               |               |             |             |             |             | 14       | 8      | 0           | 0          |
| H. Halvorsen      | 0           | 0           | 0           | 0           | 0                  | 0                  | 0                  | 0                  |               |               |               |               |             |             |             |             | 0        | 0      | 0           | 0          |
| B. Innocent       | 24          | 0           | 9           | 0           | 2                  | 0                  | 0                  | 0                  |               |               |               |               |             |             |             |             | 26       | 0      | 9           | 0          |
| M. Jakobsen       | 13          | 0           | 0           | 0           | 1                  | 0                  | 0                  | 0                  |               |               |               |               |             |             |             |             | 14       | 0      | 0           | 0          |
| B. Jradi          | 26          | 4           | 5           | 0           | 3                  | 1                  | 0                  | 0                  |               |               |               |               |             |             |             |             | 29       | 5      | 5           | 0          |
| S. Kind Mikalsen  | 27          | 4           | 2           | 0           | 2                  | 0                  | 0                  | 0                  |               |               |               |               |             |             |             |             | 29       | 4      | 2           | 0          |
| F. Kippe          | 22          | 1           | 5           | 2           | 2                  | 0                  | 0                  | 0                  |               |               |               |               |             |             |             |             | 24       | 1      | 5           | 2          |
| E. Knudtzon       | 27          | 5           | 2           | 0           | 1                  | 0                  | 0                  | 0                  |               |               |               |               |             |             |             |             | 28       | 5      | 2           | 0          |
| J. Kolstad        | 15          | 1           | 3           | 0           | 2                  | 0                  | 0                  | 0                  |               |               |               |               |             |             |             |             | 17       | 1      | 3           | 0          |
| J. Kornbakk       | 0           | 0           | 0           | 0           | 1                  | 0                  | 0                  | 0                  |               |               |               |               |             |             |             |             | 1        | 0      | 0           | 0          |
| H. Kristiansen    | 0           | 0           | 0           | 0           | 0                  | 0                  | 0                  | 0                  |               |               |               |               |             |             |             |             | 0        | 0      | 0           | 0          |
| M. Lundemo        | 19          | 2           | 0           | 0           | 2                  | 0                  | 0                  | 0                  |               |               |               |               |             |             |             |             | 21       | 2      | 0           | 0          |
| T. Malec          | 12          | 2           | 0           | 0           | -                  | -                  | -                  | -                  |               |               |               |               |             |             |             |             | 12       | 2      | 0           | 0          |
| G. Martin         | 10          | 4           | 3           | 0           | -                  | -                  | -                  | -                  |               |               |               |               |             |             |             |             | 10       | 4      | 3           | 0          |
| M. Martin         | 30          | 7           | 2           | 0           | 3                  | 0                  | 0                  | 0                  |               |               |               |               |             |             |             |             | 33       | 7      | 2           | 0          |
| I. Mathew         | 8           | 2           | 2           | 0           | -                  | -                  | -                  | -                  |               |               |               |               |             |             |             |             | 8        | 2      | 2           | 0          |
| E. Næsbak Brenden | 6           | 0           | 0           | 0           | 2                  | 1                  | 0                  | 0                  |               |               |               |               |             |             |             |             | 8        | 1      | 0           | 0          |
| E. Ødegaard       | 0           | -0          | 0           | 0           | 0                  | -0                 | 0                  | 0                  |               |               |               |               |             |             |             |             | 0        | 0      | 0           | 0          |
| M. Ofkir          | 23          | 3           | 0           | 0           | 3                  | 1                  | 1                  | 0                  |               |               |               |               |             |             |             |             | 26       | 4      | 1           | 0          |
| P. Olsen          | 0           | 0           | 0           | 0           | 0                  | 0                  | 0                  | 0                  |               |               |               |               |             |             |             |             | 0        | 0      | 0           | 0          |
| A. Origi Otieno   | 23          | -29         | 2           | 0           | 2                  | -1                 | 0                  | 0                  |               |               |               |               |             |             |             |             | 25       | -30    | 2           | 0          |
| O. Rindarøy       | 19          | 1           | 2           | 0           | 2                  | 0                  | 0                  | 0                  |               |               |               |               |             |             |             |             | 21       | 1      | 2           | 0          |
| S. Sinyan         | 10          | 1           | 0           | 0           | 2                  | 0                  | 0                  | 0                  |               |               |               |               |             |             |             |             | 12       | 1      | 0           | 0          |
| H. Skogseid       | 28          | 0           | 2           | 0           | 1                  | 0                  | 0                  | 0                  |               |               |               |               |             |             |             |             | 29       | 0      | 2           | 0          |
| P. Vestly Heigre  | 2           | -5          | 0           | 0           | -                  | -                  | -                  | -                  |               |               |               |               |             |             |             |             | 2        | -5     | 0           | 0          |
| M. Viken          | 0           | -0          | 0           | 0           | 0                  | -0                 | 0                  | 0                  |               |               |               |               |             |             |             |             | 0        | 0      | 0           | 0          |
| Á. Vilhjálmsson   | 7           | 0           | 0           | 0           | 3                  | 3                  | 0                  | 0                  |               |               |               |               |             |             |             |             | 10       | 3      | 0           | 0          |
| N. Walstad        | 0           | 0           | 0           | 0           | 0                  | 0                  | 0                  | 0                  |               |               |               |               |             |             |             |             | 0        | 0      | 0           | 0          |